# 赫茲-威廉方程式
赫茲-威廉方程式（英語：Hazen-Williams Equation），又稱作海生–威廉公式，是一個水力學經驗公式，計算不可壓縮流於壓力管渠之水頭損失、流速；該公式應用於給水工程之輸水、配水工程、管網設計，且只能用於水流。以西元1905年發表者艾伦·黑曾（Allen Hazen）與加德纳·斯图尔特·威廉斯（Gardner Stewart Williams）命名。

## 方程式

### 一般式
赫茲-威廉方程式之管流流速公式：
{\displaystyle V=KCR^{0.63}S^{0.54}}
其中
- V 為 平均流速，單位(m/s)
- K 為 轉換係數
  - 國際標準制(SI units) K=0.84935
  - 英制(BG units) K=1.318
- C 為 赫茲-威廉係數、與管線表面粗糙度有關
- R 為 水力半徑（英語： Hydraulic radius），單位(m)
- S 為 水力坡度（英語： slope）

水力半徑：管流橫斷面積 A 與濕周之比值，常以 R 表示，{\displaystyle R={\frac {A}{P}}}
- 濕周：管壁橫斷面上，水與之接觸部分之總長度，常以 P 表示，滿管時{\displaystyle P=\pi D}，D為管徑

水力坡度：又稱摩擦坡降（英語：friction slope）表示單位管流長度的摩擦水頭損失，常以 S 表示，{\displaystyle S_{f}={\frac {h_{f}}{l}}}

### 赫茲-威廉C值表
| 管渠材料                            | C值     |
| ----------------------------------- | ------- |
| 丙烯晴-丁-二烯-苯乙烯塑膠管(ABSP)   | 130     |
| 鋁管                                | 130-150 |
| 石綿水泥管                          | 140     |
| 瀝青襯裏                            | 130-140 |
| 黃銅管                              | 130-140 |
| 塑膠管(PP) 聚氯乙烯塑膠硬直管(PVCP) | 150     |
| 鋼管(SP)新、無襯裏                  | 140-150 |
| 鉚接鋼管、新                        | 110     |
| 焊接鋼管、新                        | 120     |
| 鋼筋混凝土管(RCP)                   | 140     |
| 延性鑄鐵管(DIP)                     | 140     |
| 鑄鐵管(CIP)新                       | 130     |
| 鑄鐵管(CIP) - 使用10年              | 107-113 |
| 鑄鐵管(CIP) - 使用20年              | 89-100  |
| 鑄鐵管(CIP) - 使用30年              | 75-90   |
| 鑄鐵管(CIP) - 使用40年              | 64-83   |
| 玻璃纖維管(FRP)                     | 150     |
| 鍍鋅鐵管(GIP)                       | 120     |

### 轉換式
若使用 C=100 之 赫茲-威廉方程式圖解法，當 C 不為100時可依以下式子轉換
{\displaystyle Q=Q_{100}\left({\frac {C}{100}}\right);D=D_{100}\left({\frac {C}{100}}\right)^{0.83};S=S_{100}\left({\frac {C}{100}}\right)^{1.85}}
其中
- Q      為 C≠100之平均流量，單位(m3/s)
- Q100 為 C=100之平均流量，單位(m3/s)
- C      為 赫茲-威廉係數、與管線表面粗糙度有關
- D      為 C≠100之管徑，單位(m)
- D100 為 C=100之管徑，單位(m)
- S       為 C≠100之水力坡度
- S100  為 C=100之水力坡度

## 推導
摩擦水頭損失之計算
原式：
{\displaystyle V=0.84935\cdot C\cdot R^{0.63}\cdot S^{0.54}}
因為{\displaystyle Q=VA;R={\frac {D}{4}}}，由方程式移向、取S倒數次方：
{\displaystyle S={\frac {10.66\cdot Q^{1.85}}{C^{1.83}\cdot D^{4.87}}}}
又因為 {\displaystyle S_{f}={\frac {h_{f}}{l}}}，得到：
{\displaystyle h_{f}={\frac {10.66\cdot L\cdot Q^{1.85}}{C^{1.83}\cdot D^{4.87}}}}
其中
- hf 為 摩擦水頭損失，單位(m)

水頭損失（英語：head loss）包含
- 摩擦損失（英語：friction loss）：運送流體時，因為黏滯性或邊界摩擦導致的能量耗損。
- 次要損失（英語：minor loss）：流體遇到接管處管徑突增、減或是轉彎處所造成的耗損。

一般而言，水頭損失=摩擦損失
- L  為 管長，單位(m)
- C 為 赫茲-威廉係數、與管線表面粗糙度有關
- Q 為 平均流量，單位(m3/s)
- D 為 管徑，單位(m)

## 外部連結
- 海生-威廉圖解法 （页面存档备份，存于）
- 球狀石墨鑄鐵管摩擦阻力測試水工模型試驗 （页面存档备份，存于）